# Gluphisia rupta
Gluphisia rupta är en fjärilsart som beskrevs av Edwards 1886. Gluphisia rupta ingår i släktet Gluphisia och familjen tandspinnare. Inga underarter finns listade i Catalogue of Life.